# Ngày chiến thắng (bài hát)
"Ngày chiến thắng" (tiếng Nga: День Победы, Den' Pobedy) là một trong những bài hát nổi tiếng nhất của Liên Xô nói về cuộc chiến tranh vệ quốc vĩ đại. Bài hát này do D. F. Tukhmanov phổ nhạc và V. G. Kharitonov viết lời, có nội dung ca ngợi ngày kỷ niệm chiến thắng của nhân dân Liên Xô trước phát xít Đức (9 tháng 5). Tuy nhiên, khác với nhiều bài hát cùng chủ đề, nó có âm điệu vui tươi và nó được sáng tác 30 năm sau khi cuộc chiến kết thúc. Theo nhà soạn nhạc lão thành V. Ya. Shainskiy thì "bài hát dường như đảo ngược thời gian. Mặc dù được viết sau chiến tranh đến 30 năm, dường như chính bài hát này đã giúp chúng ta giành được chiến thắng". Tháng 12 năm 1975, bài hát "Ngày chiến thắng" được Ủy ban phát thanh và truyền hình nhà nước Liên Xô chọn làm bài hát tiêu biểu trong năm.

## Lịch sử
Nhằm kỷ niệm 30 năm ngày chiến thắng phát xít Đức, từ cuối năm 1974 đến đầu năm 1975, Nhà nước Liên Xô đã phát động cuộc thi sáng tác âm nhạc có chủ đề về Cuộc chiến tranh vệ quốc vĩ đại. Trong số những người tham gia cuộc thi có nhà thơ V. G. Kharitonov. Tháng 3 năm đó, Kharitonov đã tìm đến nhà soạn nhạc D. F. Tukhmanov - một đồng nghiệp lâu năm của mình - để đề nghị cùng hợp tác viết một bài ca tham dự cuộc thi. Vài ngày trước khi cuộc thi hết hạn, V. G. Kharitonov gửi phần lời ca cho D. F. Tukhmanov và trong thời gian ít ngày còn lại đó, Tukhmanov đã nhanh chóng phổ nhạc cho bài ca, còn vợ ông, nữ ca sĩ Tatyana Sashko thu âm bài hát và kịp thời gửi đến cho hội đồng giám khảo. Trong quá trình sáng tác, V. G. Kharitonov và D. F. Tukhmanov đã cố gắng đưa nhiều yếu tố cách tân vào bài hát để mang lại những đặc điểm mới lạ so với những sáng tác trước đó của họ..
Người đầu tiên viết hòa âm phối khí và trình bày bài hát này là nữ ca sĩ Liên Xô Tanhia Sashko.
Tuy nhiên, một điều không may cho bài hát. Đó là, những người trong hội đồng giám khảo chính là các văn nghệ sĩ lão thành với cảm quan âm nhạc truyền thống được định hình ngay từ thời I. V. Stalin. Họ không dễ dàng chấp nhận một bài hát với điệu nhạc mang nhiều yếu tố quá "mới" như vậy. Lời hát bị đánh giá là lãng mạn và phù phiếm, còn phần âm nhạc cũng bị dính một "điểm trừ" nặng do sử dụng nhiều kỹ thuật "đảo phách" (Syncopation). Mặc dù không phải là một bài hát để nhảy múa nhưng nó mang một số yếu tố của tango và foxtrot, hai dòng nhạc được cho là ảnh hưởng của "tư sản" và không được khuyến khích ở Liên Xô lúc đó. Thêm vào đó – mặc dù đã xác định được chỗ đứng trong lòng thính giả với những bài hát nổi tiếng như "Chuyến tàu điện cuối cùng", "Bài ca người thợ giày", "Tôi yêu nước Nga", "Thế giới này tuyệt vời làm sao" – D. F. Tukhmanov vẫn là một nhà soạn nhạc còn quá trẻ về tuổi đời và tuổi nghề, về thành tích ông cũng chỉ mới giành được giải thưởng Komsomol Moskva (giải thưởng của Đoàn thanh niên Komsomol thành phố Moskva); điều này khiến ông không được ban giám khảo đánh giá cao. Kết quả, bài hát "Ngày chiến thắng" bị lọt vào "sổ đen" của cơ quan quản lý Liên Xô và không được phát sóng trên hệ thống truyền hình cũng như truyền thanh.
Ca sĩ nổi tiếng của Liên Xô L. V. Leshchenko lại có cách nghĩ khác; ông tin tưởng rằng bài hát xứng đáng được giới thiệu rộng rãi tới công chúng. Nói là làm, trong một buổi biểu diễn của mình ở Alma-Ata cuối tháng 4 năm 1975 L. V. Leshchenko đã trình diễn công khai bài hát này trước công chúng. Yếu tố mấu chốt làm nên thành công của bài hát là D. F. Tukhmanov viết lại tổng phổ phần nhạc đệm theo tiết tấu "hành khúc" (March) thay cho tiết tấu Foxtrot) của bản nhạc đưa đi dự thi. Sau đó, trong chương trình Tia sáng xanh ngày 9 tháng 5 năm 1975, ca sĩ L. A. Smetannikov cũng đã trình bày bài hát này. Có điều, đến thời gian đó bài hát vẫn chưa gây được nhiều tiếng vang trong công chúng. Cuối cùng, vào tháng 11 cùng năm, L. V. Leshchenko một lần nữa đã trình diễn bài "Ngày chiến thắng" tại tòa nhà Hội trường Nhà nước Kremlin trong buổi biểu diễn âm nhạc nhân ngày kỷ niệm lực lượng cảnh sát nhân dân Xô Viết (MVD-SU). Sư táo bạo của L. V. Leshchenko đã làm chấn động những người quản lý âm nhạc, tuy nhiên những sự kiện sau đó đã chứng minh nhận định của ông: bài hát "Ngày chiến thắng" đã được đám đông khán thính giả hoan hô nhiệt liệt và yêu cầu ca sĩ biểu diễn lại lần nữa.
Kể từ đó trở đi, "Ngày chiến thắng" đã trở nên nổi tiếng vang dội và được biểu diễn trên khắp nước Nga. Ngoài, L. V. Leshchenko, nhiều ca sĩ nổi tiếng của Nga và Liên Xô như I. D. Kozbon, M. M. Magomayev, Yu. I. Bogatikov, Yu. A. Gulyaev, E. S. Pyekha và nhóm nhạc Leysya, Pesnya đã trình diễn bài hát này. Nó cũng xuất hiện đều đặn trong tất cả các ngày lễ kỷ niệm chiến thắng phát xít của Liên Xô và Nga sau đó, thường vào phần cuối của chương trình và đoạn cuối của bài hát được trình diễn trong một màn bắn pháo hoa trên Quảng trường Đỏ. Ở cấp độ quốc tế, "Ngày chiến thắng" đã được biểu diễn trên nhiều quốc ca khác nhau dưới dạng quân hành. Đặc biệt, theo báo Komsomolskaya Pravda, lãnh đạo Liên Xô L. I. Brezhnev cực kì yêu thích bài hát này, nhất là phiên bản do I. D. Kozbon thể hiện. Ông từng tiên đoán với tác giả V. G. Kharitonov rằng bài hát này sẽ tiếp tục trường tồn ngay cả sau khi tác giả của nó đã không còn trên cõi đời này nữa, và nhận định của Brezhnev đã hoàn toàn chính xác.
Theo nhà nghiên cứu Hoa Kỳ David MacFadyen, đặc điểm nổi bật cũng như nhân tố làm nên sự thành công vượt thời gian của bài hát "Ngày chiến thắng" là nó không miêu tả sự hùng tráng và dũng cảm của những người lính trẻ mà đi sâu vào khai thác tâm tư, hoài niệm của những cựu chiến binh. Sự kết hợp sâu sắc giữa niềm vui chiến thắng huy hoàng với sự mất mát đau thương không kém phần lớn lao đã khiến bài hát nhanh chóng đi vào lòng khán thính giả thuộc nhiều thế hệ khác nhau, trong khi đó bản thân cuộc chiến tranh vệ quốc vĩ đại lại không được một bộ phận đáng kể giới trẻ Nga hiện nay biết tới hay thậm chí không phải là mối bận tâm của họ.

## Lời bài hát
| День Победы, как он был от нас далёк, Как в костре потухшем таял уголёк. Были вёрсты, обгорелые, в пыли — Этот день мы приближали как могли. Điệp khúc: Этот День Победы Порохом пропах, Это праздник С сединою на висках. Это радость Со слезами на глазах. День Победы! День Победы! Дни и ночи у мартеновских печей Не смыкала наша Родина очей. Дни и ночи битву трудную вели — Этот день мы приближали как могли. Điệp khúc Здравствуй, мама, возвратились мы не все... Босиком бы пробежаться по росе! Пол-Европы, прошагали, пол-Земли — Этот день мы приближали как могли. Điệp khúc x 2 | Den' Pobedy, kak on byl ot nas dalyok, Kak v kostre potukhshem tayal ugolyok. Byli vyorsty, obgorelye, v pyli — Etot den' my priblizhali kak mogli. Điệp khúc: Etot Den' Pobedy Porokhom propakh, Eto prazdnik, S sedinoyu na viskakh. Eto radost' So slezami na glazakh. Den' Pobedy! Den' Pobedy! Dni i nochi u martenovskikh pechey, Ne smykala nasha Rodina ochey. Dni i nochi bitvu trudnuyu veli, — Etot den' my priblizhali kak mogli. Điệp khúc Zdravstvuy, mama, vozvratilis' my ne vse, Bosikom by probezhat'sya po rose! Pol-Yevropy proshagali, pol-Zemli — Etot den' my priblizhali kak mogli. Điệp khúc x 2 | Đoạn 1 Ngày Chiến thắng đã cách xa chúng ta, Như những nét chì màu tan đi trong lửa đạn. Có những dặm đường, bụi đất bị thiêu đốt. Đó là ngày chúng ta thần tốc tiến lên. Điệp khúc: Ngày Chiến thắng. Vẫn phảng phất đâu đây mùi thuốc súng. Đó là ngày lễ, Với những mái tóc pha sương trong các nghĩa trang. Đó là niềm vui, Với những giọt lệ ướt đầm trong khóe mắt. Ngày Chiến thắng! Ngày Chiến thắng! Đoạn 2 Ngày và đêm trong lửa lò nóng bỏng. Tổ quốc không một ngày ngủ được. Ngày và đêm của những trận đánh khó khăn. Đó là ngày chúng ta thần tốc tiến lên. Điệp khúc Đoạn 3 Xin chào Mẹ. Không phải tất cả chúng con đều được trở về... Để chân trần nhảy múa trong sương sớm! Cuộc hành quân qua một nửa châu Âu, nửa vòng quả đất. Đó là ngày chúng ta thần tốc tiến lên. Điệp khúc (2 lần) |

## Một số bản dịch ý thơ

### Lời dịch để hát bằng tiếng Việt
1.
Đã từng xa vời, đã từng như mảnh than dần tắt
Khi đống lửa tàn, Ngày Chiến thắng chúng ta chờ mong.
Qua bao đường dài bụi và nắng bỏng cháy làn da,
Ta gắng đưa về Ngày Chiến thắng chứa chan bình yên.
Điệp khúc:
Chiến thắng nay đã đến rồi!
Thấm đượm mùi thuốc súng.
Ta vào Ngày hội
Cùng màu sương trắng trên mái đầu.
Xiết bao vui mừng,
Tràn nước mắt trong niềm hạnh phúc vỡ òa.
Ôi, bao hân hoan!
Ôi, bao hân hoan!
Ngày Chiến thắng về!
2.
Đêm đêm, đêm đêm bên lò Mactanh sáng dòng thép,
Mắt không hề chợp, cả Tổ quốc vững tâm, bền gan.
Qua bao gian nan, trong cuộc chiến tàn khốc ngày đêm,
Ta gắng đưa về Ngày Chiến thắng chứa chan bình yên.
Điệp khúc:
3.
Thưa Mẹ thân yêu, giờ bọn con về ít người hơn,
Trên quê nhà lại thèm chân đất bước trên cỏ sương!
Châu Âu, địa cầu - một phần hai đậm dấu giầy con,
Khi gắng đưa về Ngày Chiến thắng tháng năm Mẹ mong.
Điệp khúc:

### Bản dịch ý thơ của tác giả Bùi Minh Hồ
1-
Ngày chiến thắng với chúng ta hồi đó thật xa vời
Như hòn than lụi dần trong tro tàn lửa tắt.
Vượt qua bao dặm trường, nám bụi, da sạm nắng,
Chúng ta gắng sức mình cho ngày đó lại gần hơn.
Điệp khúc
Ngày chiến thắng đó đượm mùi thuốc súng,
Đó là ngày lễ với mái đầu điểm bạc.
Đó là niềm vui với nước mắt lưng tròng.
Ngày chiến thắng (ba lần).
2-
Dằng dặc đêm ngày bên lò mác-tanh luyện thép
Tổ quốc mẹ hiền của ta không một ngày chợp mắt.
Dằng dặc đêm ngày cùng nhau gian lao chiến đấu,
Chúng ta gắng sức mình cho ngày đó lại gần hơn.
Điệp khúc
3-
Chào mẹ, chúng con đã về nhưng không về tất cả...
Thỏa ước mơ lại được chân trần chạy trong sương sớm,
Những đôi chân vượt nửa châu Âu, nửa vòng trái đất.
Chúng ta gắng sức mình cho ngày đó lại gần hơn.
Điệp khúc